# 시마바라 대변

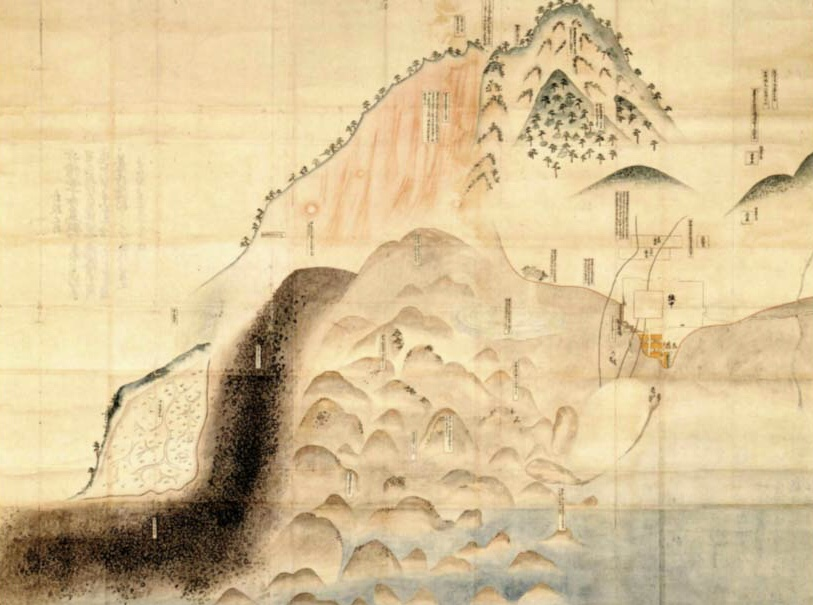
시마바라 대변

시마바라 대변(일본어: 島原大変肥後迷惑 시마바라 대변 및 히고 메에와쿠[*])은 1792년 일본에서 일어난 화산재해를 말한다. 운젠산에서 화산성 지진이 발생하고 마유산의 산체가 붕괴했다. 그리고 그로 인해 쓰나미가 발생, 대규모 재해를 가져왔다. 쓰나미의 높이는 최대 10~20m 정도에 달하며, 사망자·행방불명자는 약 15,000명으로 일본 사상 최악의 화산재해가되었다.